# Robbie Buhl
Robbie Peck Buhl (Detroit, 2 de setembro de 1963) é um ex-automobilista norte-americano.

## CART
Entre 1989 e 1992, Buhl competiria nas categorias de base (Indy Lights e Barber Pro Series), até chegar à CART (mais tarde Champ Car) em 1993, pela equipe Coyne, tendo marcado apenas seis pontos em uma temporada, resultantes de um sexto lugar conquistado na prova de Long Beach.

## IRL
Em 1996, Buhl voltaria a competir na recém-criada IRL (futura IndyCar Series), pela equipe Beck Motorsports, chegando em terceiro lugar no GP da Disney. Sua primeira vitória aconteceu na temporada 1996-97, ao suplantar o italiano Vincenzo Sospiri por apenas 0.064 segundos de vantagem.
Após passagens malsucedidas pelas equipes Sinden, Foyt e Tri-Star, Buhl assinaria com a Dreyer & Reinbold, onde correria até 2004, ano de sua aposentadoria.

## Desempenho nas 500 Milhas de Indianápolis
| Ano  | Chassi  | Motor         | Largou em         | Chegou em         | Equipe            |
| ---- | ------- | ------------- | ----------------- | ----------------- | ----------------- |
| 1993 | Lola    | Buick         | Bateu nos treinos | Bateu nos treinos | Coyne             |
| 1996 | Lola    | Ford-Cosworth | 23º               | 9º                | Beck              |
| 1997 | G-Force | Oldsmobile    | 4º                | 8º                | Menard            |
| 1998 | Dallara | Oldsmobile    | 5º                | 31º               | Menard            |
| 1999 | Dallara | Oldsmobile    | 32º               | 6º                | Foyt              |
| 2000 | G-Force | Oldsmobile    | 9º                | 26º               | Dreyer & Reinbold |
| 2001 | G-Force | Infiniti      | 9º                | 15º               | Dreyer & Reinbold |
| 2002 | G-Force | Infiniti      | 2º                | 16º               | Dreyer & Reinbold |
| 2003 | Dallara | Chevrolet     | 22º               | 23º               | Dreyer & Reinbold |